# Karl Schabik
Karl Schabik (ur. 31 października 1882 w Głubczycach, zm. 30 listopada 1945 w Woroszyłowsku) – niemiecki architekt, radca budowlany i radny miasta Gliwice (1919–1945).

## Życie i praca
Ukończył liceum w Głubczycach, a następnie studiował na Uniwersytecie Technicznym w Charlottenburgu pod Berlinem, gdzie w 1906 roku otrzymał dyplom architekta. W roku 1914 uzyskał tytuł „Regierungsbaumeister” i wstąpił do służby państwowej, którą przerwał udział w I wojnie światowej. Od 1918 roku, po opuszczeniu armii, pracował w Siegburgu, skąd aplikował na stanowisko radcy budowlanego Gliwic, na które został wybrany 22 maja 1919 roku.
Był miejskim radcą budowlanym w Gliwicach w latach 1919–1945, a pomiędzy 1930 a 1945 rokiem również wiceprzewodniczącym Stowarzyszenia Muzeum Górnośląskiego w Gliwicach. Był też przewodniczącym Związku dla Sztuk Pięknych na Górnym Śląsku, należał do grona opiekunów zabytków na Śląsku, zasiadał w zarządzie Śląskiego Związku Sztuki. Był członkiem Katolickiej Partii Centrum.
Jako urbanista przyczynił się do rozwoju Gliwic, między innymi wytyczył nowe ulice, wypełnił luki w zabudowie śródmieścia, rozpisał liczne konkursy architektoniczne, utworzył kilka instytucji publicznych. Po podziale w 1922 roku Górnego Śląska, miasto musiało stworzyć przestrzeń życiową dla dużej liczby uchodźców z części przyznanej Polsce, Schabik aktywnie uczestniczył w rozwiązaniu tego problemu.

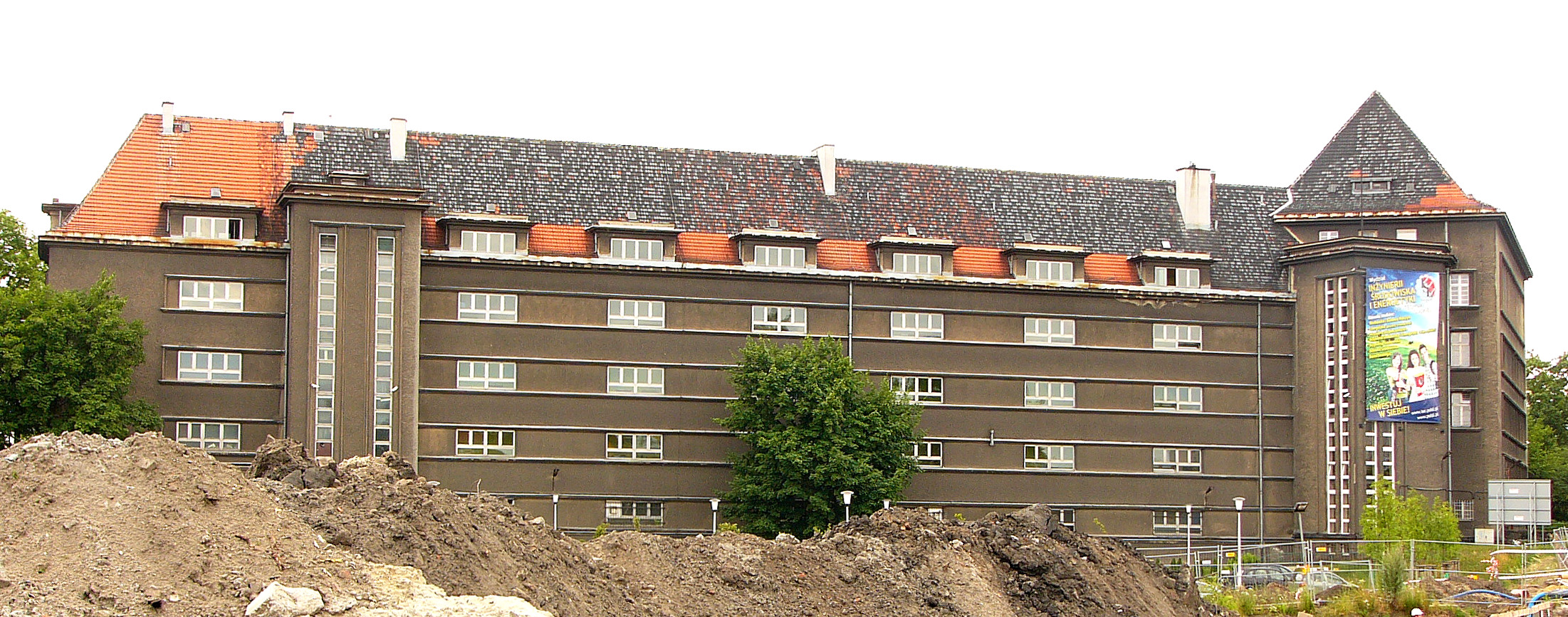
Liceum Eichendorffa (1930), dziś jeden z budynków Politechniki Śląskiej

Zaprojektował między innymi liceum im. Josepha von Eichendorffa (1927–1930) oraz przy współpracy architekta ogrodów Richarda Riedla Cmentarz Centralny. W roku 1925 nadzorował rekonstrukcję Kościoła Wniebowzięcia Najświętszej Marii Panny, oryginalnie wybudowanego w Zębowicach koło Olesna w 1493, który pełnił po rekonstrukcji funkcję kaplicy pogrzebowej Cmentarza Centralnego. W latach 1924–1926 zaprojektował i przeprowadził w stylu neobarokowym rozbudowę Kościoła Podwyższenia Krzyża Świętego – powiększono nawę południową oraz dobudowano kaplicę i przedsionek.
Realizacją idei miasta-ogrodu Ebenezera Howarda było osiedle Towarzystwa GAGFAH (Gemeinnützige Aktiengesellschaft für Angestellten-Heimstätten), zbudowane w latach 1922–1926 według projektu Schabika oraz Hansa Sattlera i Richarda Riedla, które do dzisiaj zachowało swój oryginalny kształt. Jego centralna oś, dziś ulica Adama Mickiewicza, została na całej swojej długości obsadzona czterema rzędami lip.

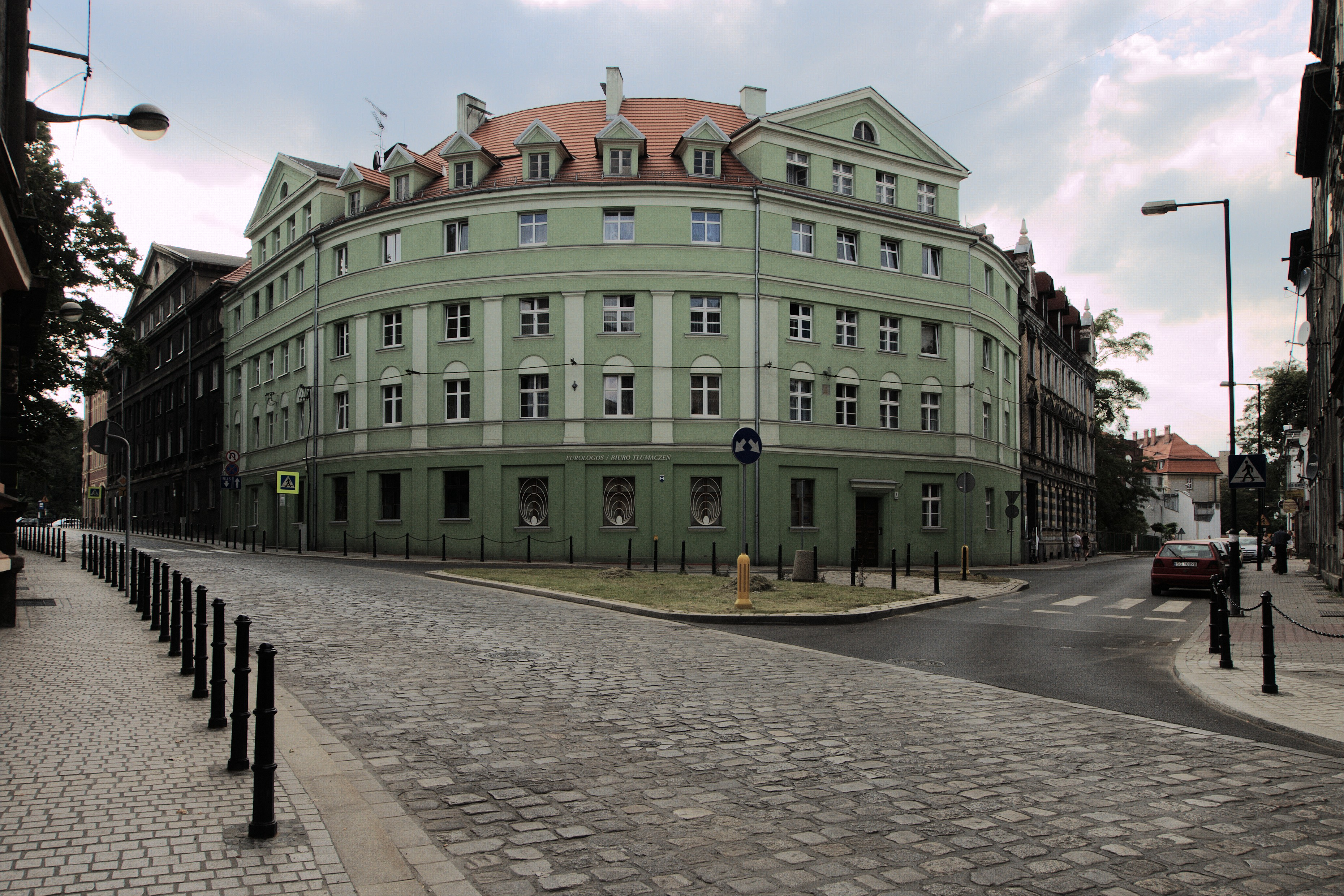
Budynek projektu K. Schabika, Gliwice ul. Dolnych Wałów 22

W latach dwudziestych XX wieku powstała w Niemczech idea trójmiejskiej jednostki Gliwic, Bytomia i Zabrza (niem. Gleiwitz, Beuthen OS i Hindenburg OS). Jej realizacja była nadzorowana przez Schabika z ramienia administracji miejskiej Gliwic. Początkowo plany Śląskiego Trójmiasta nie były związane z polityką, chodziło raczej o ideę miasta-ogrodu jako symbolu pokojowego i sprawiedliwego świata. Zgodnie z tą koncepcją stworzono wspólne struktury transportowe i plan zagospodarowania przestrzennego dla trzech miast i sąsiednich gmin. Po zmianie rządów w latach trzydziestych koncepcja nie doczekała się realizacji. Jednak w przypadku gliwickich osiedli mieszkaniowych idea Howarda osiągnęła długotrwały sukces, a jego podwalin należy dopatrywać się w decyzjach budowlanych Schabika.
W 1932 roku został ponownie wybrany architektem miejskim. Urząd sprawował do czasu okupacji miasta przez Armię Radziecką. 8 lutego 1945 roku został uwięziony przez NKWD, a następnie deportowany do ZSRR do przymusowej pracy. Zmarł w  Woroszyłowsku (dziś Ałczewsk) na skutek dyzenterii. Miejsce jego pochówku nie jest znane. Był nie tylko architektem, urbanistą i doskonałym urzędnikiem, ale przede wszystkim wizjonerem, człowiekiem otwartym na nowoczesne rozwiązania. Zintegrował projekty i zamierzenia swoich poprzedników opracowując generalny plan rozwoju przestrzennego Gliwic i konsekwentnie go realizując. Plan ten do dziś jest podstawą organizacji przestrzennej miasta.